# Jerry Stokes
Jerry Stokes (31 ottobre 1964) è un ex calciatore britannico originario di Turks e Caicos, di ruolo attaccante.

## Carriera

### Club
Ha giocato fino al 2008 nel KPMG United.

### Nazionale
Ha giocato la sua unica partita in Nazionale il 21 febbraio 2004, disputando l'incontro valido per le Qualificazioni ai Mondiali 2006 perso per 2-0 contro Haiti.

## Statistiche

### Cronologia presenze e reti in Nazionale
| Cronologia completa delle presenze e delle reti in nazionale ― Turks e Caicos | Cronologia completa delle presenze e delle reti in nazionale ― Turks e Caicos | Cronologia completa delle presenze e delle reti in nazionale ― Turks e Caicos | Cronologia completa delle presenze e delle reti in nazionale ― Turks e Caicos | Cronologia completa delle presenze e delle reti in nazionale ― Turks e Caicos | Cronologia completa delle presenze e delle reti in nazionale ― Turks e Caicos | Cronologia completa delle presenze e delle reti in nazionale ― Turks e Caicos | Cronologia completa delle presenze e delle reti in nazionale ― Turks e Caicos |
| Data                                                                          | Città                                                                         | In casa                                                                       | Risultato                                                                     | Ospiti                                                                        | Competizione                                                                  | Reti                                                                          | Note                                                                          |
| ----------------------------------------------------------------------------- | ----------------------------------------------------------------------------- | ----------------------------------------------------------------------------- | ----------------------------------------------------------------------------- | ----------------------------------------------------------------------------- | ----------------------------------------------------------------------------- | ----------------------------------------------------------------------------- | ----------------------------------------------------------------------------- |
| 21-02-2004                                                                    | Miami                                                                         | Turks e Caicos                                                                | 0 – 2                                                                         | Haiti                                                                         | Qual. Mondiali 2006                                                           | -                                                                             | 77’                                                                           |
| Totale                                                                        |                                                                               | Presenze                                                                      | 1                                                                             |                                                                               | Reti                                                                          | 0                                                                             |                                                                               |